# Хародсбург (Кентаки)
Хародсбург (енгл. Harrodsburg) град је у америчкој савезној држави Кентаки.

## Демографија
По попису из 2010. године број становника је 8.340, што је 326 (4,1%) становника више него 2000. године.
| Група             | 2000.         | 2010.         |
| Белци             | 7.060 (88,1%) | 7.104 (85,2%) |
| Афроамериканци    | 603 (7,5%)    | 616 (7,4%)    |
| Азијати           | 61 (0,8%)     | 55 (0,7%)     |
| Хиспаноамериканци | 172 (2,1%)    | 335 (4,0%)    |
| Укупно            | 8.014         | 8.340         |